# Зимівник

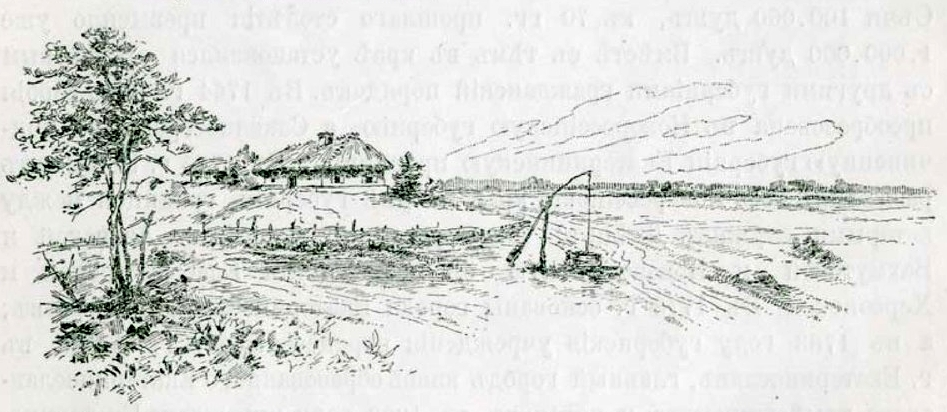
Запорізький зимівник

Зимівни́к — тип поселення, поширений з найдавніших часів серед напівкочових жителів руських (українських) степів. Тип господарства, хутору поширений у запорізьких, чорноморських та у частини донських козаків, коли не було військових дій (особливо взимку).

## Загальна характеристика
Назва житла (хутора) і козацького господарства Запоріжжя, Причорномор'я й частини Донщини. На території Вольностей Війська Запорозького низового виникли в 1-й пол. XVI ст. як місця для утримання худоби взимку, пізніше «зимівниками» тут стали називати зимові помешкання для людей. З розвитком місцевого сільського господарства і промислів перетворилися на значні економічні осередки, де застосовувалася наймана праця новоприйнятих і незаможних козаків, а також зубожілих селян.

## Зимівники Запорозької Січі
На Запоріжжі зимівники виникли у 1-й половині 16 сторіччі, власне з появою запорізького козацтва. Спочатку їх використовували для утримання худоби взимку. Згодом на Запоріжжі, особливо за Нової Січі (1734—1775 рр.), зимівники перетворилися на великі господарства, де поряд зі скотарством розвивалося землеробство, бджільництво тощо.
Зимівники засновували, як правило, 3-4 сімейні запорожці. В кожному зимівнику було 2-3 хати і різні господарські будівлі. Офіційно козаків, що жили в зимівнику, називали сиднями або гніздюками. Ці запорожці займали підлегле становище щодо січових козаків. Їх кликали у військовий похід лише у виняткових випадках пострілом з гармати на Січі або через спеціальних гінців. Головним завданням власників зимівників було забезпечення січових козаків продуктами.
Запорожці не перебували постійно на Січі й особливо взимку. Приблизно десята частина з них залишалася на Січі, інші господарювали, рибалили, полювали по плавнях, луках, лісах, степах у своїх зимівників. На момент скасування Січі було понад 730 зимівників. Феодосій Макаревський на 1736-40 вказує зовсім інше число — до 4 000 (в кожному по 10-15 мешканців)
Після ліквідаціï Запорозької Січі, запорізькі зимівники, були здебільшого передані поміщикам та заселені покріпаченими селянами.